# Parazygiella montana
Parazygiella montana är en spindelart som först beskrevs av Carl Ludwig Koch 1834.  Parazygiella montana ingår i släktet Parazygiella och familjen hjulspindlar. Inga underarter finns listade i Catalogue of Life.